# ۱۱۲ (میلادی)
۱۱۲ (میلادی) صد  و دوازدهمین سال تقویم میلادی است.

## درگذشتگان
- پاسا، پادشاه شیلا

‎